# هنری هورویتز
هنری هورویتز (انگلیسی: Henry Hurwitz, Jr.؛ زاده ۲۵ دسامبر ۱۹۱۸ درگذشته ۱۴ آوریل ۱۹۹۲) یک فیزیک‌دان بود. 